# 朱可夫獎章
參數所指定的目標頁面不存在，建議更正成存在頁面或直接建立下列一個頁面（建立前請先搜尋是否有合適的存在頁面可以取代）：
- 朱可夫勋章

朱可夫獎章，是俄羅斯聯邦一項军事獎章，以蘇聯元帥格奧爾基·康斯坦丁諾維奇·朱可夫命名。此勋章於1994年5月9日被採用。除俄羅斯聯邦外，獨立國家聯合體全部國家亦有採用朱可夫獎章。
朱可夫獎章是授予在俄羅斯法律規定之下服兵役，無私、勇敢保衛祖國和公共利益，又或者在軍演和訓練表現出色的軍人，同時紀念朱可夫元帥誕辰100週年。

## 獎章
朱可夫獎章是一個圓形黃銅勳章，直徑32毫米，正面有朱可夫元帥的半身像。